# Oroszország a 2010. évi nyári ifjúsági olimpiai játékokon
Oroszország a Szingapúrban megrendezett 2010. évi nyári ifjúsági olimpiai játékok egyik részt vevő nemzete volt. Legeredményesebb versenyzőjük Viktorija Komova 3 arannyal és 1 bronzzal.

## Érmesek
- Az alábbi táblázatban dőlt betűvel vannak feltüntetve azok az érmesek, akik nemzetek vegyes csapatának tagjaként szerezték az adott érmet.

| Érem  | Versenyző | Sportág    | Versenyszám                                  | Dátum         |
| ----- | --- | ---------- | -------------------------------------------- | ------------- |
| Arany | Anasztaszija Valujeva | Taekwondo  | Lány, 44 kg                                  | augusztus 15. |
| Arany | Ruszlan Adzsigov | Birkózás   | Fiú, 85 kg, kötöttfogás                      | augusztus 15. |
| Arany | Jana Karapetovna Jegorjan | Vívás      | Lány, kard egyéni                            | augusztus 16. |
| Arany | Andrej Usakov | Úszás      | Fiú, 200 m gyors                             | augusztus 16. |
| Arany | Andrej Usakov Alekszej Acapkin Ilja Lemajev Anton Lobanov | Úszás      | Fiú, 4x100 m gyors                           | augusztus 17. |
| Arany | Aldar Balzsinyimajev | Birkózás   | Fiú szabadfogás, 46 kg                       | augusztus 17. |
| Arany | Azamatbi Psnatlov | Birkózás   | Fiú szabadfogás, 63 kg                       | augusztus 17. |
| Arany | Jana Karapetovna Jegorjan | Vívás      | Vegyes csapat                                | augusztus 18. |
| Arany | Artyem Okulov | Súlyemelés | Fiú, 77 kg                                   | augusztus 18. |
| Arany | Olga Zubova | Súlyemelés | Lány, +63 kg                                 | augusztus 18. |
| Arany | Viktorija Komova | Torna      | Lány, szertorna összetett                    | augusztus 19. |
| Arany | Darja Gavrilova | Tenisz     | Lány, egyes                                  | augusztus 20. |
| Arany | Jekatyerina Bljoszkina | Atlétika   | Lány, 100 m gát                              | augusztus 21. |
| Arany | Viktorija Komova | Torna      | Lány, ugrás                                  | augusztus 21. |
| Arany | Viktorija Komova | Torna      | Lány, felemás korlát                         | augusztus 21. |
| Arany | Natalja Tronyeva | Atlétika   | Lány, súlylökés                              | augusztus 22. |
| Arany | Marija Kucsina | Atlétika   | Lány, magasugrás                             | augusztus 22. |
| Arany | Ilja Sugarov | Öttusa     | Vegyes váltó                                 | augusztus 24. |
| Arany | Alekszandra Merkulova | Torna      | Lány, ritmikus gimnasztika, egyéni összetett | augusztus 25. |
| Arany | Kszenyija Dudkina Olga Ilina Karolina Szevasztyanova Alina Makarenko | Torna      | Lány, ritmikus gimnasztika, csapat összetett | augusztus 25. |
| Ezüst | Viktorija Alekszejeva | Vívás      | Lány, tőr                                    | augusztus 15. |
| Ezüst | Krisztyina Kocsetkova | Úszás      | Lány, 200 m-es vegyesúszás                   | augusztus 15. |
| Ezüst | Alekszandra Papusa Olga Detenyjuk Krisztyina Kocsetkova Jekaterina Andrejeva | Úszás      | Lány, 4×100 m-es vegyesúszás váltó           | augusztus 16. |
| Ezüst | Anton Lobanov | Úszás      | Fiú, 100 m-es mellúszás                      | augusztus 16. |
| Ezüst | Gyiana Ahmetova | Súlyemelés | Lány, 63 kg                                  | augusztus 17. |
| Ezüst | Viktorija Alekszejeva | Vívás      | Lány, vegyes csapat                          | augusztus 18. |
| Ezüst | Anton Lobanov | Úszás      | Fiú, 200 m-es mellúszás                      | augusztus 18. |
| Ezüst | Aliaszhab Szirazsov | Taekwondo  | Fiú, 73 kg                                   | augusztus 18. |
| Ezüst | Alekszej Koszov | Súlyemelés | Fiú, 85 kg                                   | augusztus 18. |
| Ezüst | Alekszandra Papusa Anton Lobanov Krisztyina Kocsetkova Andrej Usakov | Úszás      | Vegyes, 4×100m vegyesúszás váltó             | augusztus 20. |
| Ezüst | Viktor Baluda Mihail Birjukov | Tenisz     | Fiú, páros                                   | augusztus 21. |
| Ezüst | Anna Dmitrijeva | Cselgáncs  | Lány, 52 kg                                  | augusztus 22. |
| Ezüst | Haszan Halmurzajev | Cselgáncs  | Fiú, 81 kg                                   | augusztus 22. |
| Ezüst | Ilja Sugarov | Öttusa     | Fiú, egyéni                                  | augusztus 22. |
| Ezüst | Nyikita Uglov | Atlétika   | Fiú, vegyes váltó                            | augusztus 23. |
| Ezüst | Darja Vahterova Okszana Korobkova Irina Zagajnova Natalja Anyiszimova Tamara Csopikjan Okszana Kondrasina Nagyezsda Koroleva Natalja Dansina Anna Sukalova Nagyezsda Pasztuh Kszenyija Milova Viktorija Divak Veronika Garanyina Jekatyerina Csernobrovina | Kézilabda  | Lány                                         | augusztus 23. |
| Ezüst | Anna Dmitrijeva | Cselgáncs  | Vegyes csapat                                | augusztus 25. |
| Bronz | Artur Szulejmanov | Birkózás   | Fiú kötöttfogás, 58 kg                       | augusztus 15. |
| Bronz | Alekszandra Papusa | Úszás      | Lány, 100 m-es hátúszás                      | augusztus 16. |
| Bronz | Szvetlana Lipatova | Birkózás   | Lány szabadfogás, 60 kg                      | augusztus 16. |
| Bronz | Alekszandra Papusa | Úszás      | Lány, 50 m-es hátúszás                       | augusztus 19. |
| Bronz | Tatyjana Szegina | Íjászat    | Lány, egyéni                                 | augusztus 20. |
| Bronz | Bolot Cibzsitov | Íjászat    | Fiú, egyéni                                  | augusztus 21. |
| Bronz | Nagyezsda Leontyeva | Atlétika   | Lány, 5 km gyaloglás                         | augusztus 21. |
| Bronz | Danyiil Kazacskov | Torna      | Fiú szertorna, lólengés                      | augusztus 21. |
| Bronz | Pavel Parsin | Atlétika   | Fiú, 10 km gyaloglás                         | augusztus 22. |
| Bronz | Viktorija Komova | Torna      | Lány szertorna, talaj                        | augusztus 22. |
| Bronz | Gulnaz Gubajdullina | Öttusa     | Vegyes csapat                                | augusztus 24. |
| Bronz | Bogdan Glivenko Ilja Nyikitin Valentyin Golubev Konsztantyin Oszipov Ivan Komarov Alekszandr Scsurin Makszim Kulikov Dmitrij Szolodilin Vlagyimir Manerov Alekszej Tertisnikov Filipp Mokijevszkij Vagyim Zolotyuhin                                       | Röplabda   | Fiú                                          | augusztus 25. |

## Asztalitenisz
Lány
| Versenyző     | Versenyszám | 1. forduló | 1. forduló | 2. forduló | 2. forduló | Negyeddöntő       | Elődöntő          | Bronzmérkőzés     | Döntő             | Helyezés |
| Versenyző     | Versenyszám | Csoportmérkőzések | Hely.      | Csoportmérkőzések | Hely.      | Negyeddöntő       | Elődöntő          | Bronzmérkőzés     | Döntő             | Helyezés |
| Versenyző     | Versenyszám | Ellenfél Eredmény | Hely.      | Ellenfél Eredmény | Hely.      | Ellenfél Eredmény | Ellenfél Eredmény | Ellenfél Eredmény | Ellenfél Eredmény | Helyezés |
| ------------- | ----------- | --- | ---------- | --- | ---------- | ----------------- | ----------------- | ----------------- | ----------------- | -------- |
| Jana Noszkova | Egyes       | Hsin Huang (TPE) · 17-15, 11-5, 11-7 Caroline Kumahara (BRA) · 12-10, 11–7, 11–9 Adielle Rosheuvel (GUY) · 11-4, 11-4, 11-2 | 1. Q       | Gu Yuting (CHN) · 12-14, 9-11, 6–11 Tanioka Ajuka (JPN) · 7-11, 11–7, 10-12, 7-11 Dina Meshreef (EGY) · 11-8, 11-13, 11-7, 12-10 | 3.         | kiesett           | kiesett           | kiesett           | kiesett           | 9.       |

Csapat
| Versenyző                                                  | Versenyszám  | 1. forduló | 1. forduló | 2. forduló                                                              | Negyeddöntő                                                     | Elődöntő          | Bronzmérkőzés     | Döntő             | Helyezés |
| Versenyző                                                  | Versenyszám  | Csoportmérkőzések | Hely.      | 2. forduló                                                              | Negyeddöntő                                                     | Elődöntő          | Bronzmérkőzés     | Döntő             | Helyezés |
| Versenyző                                                  | Versenyszám  | Ellenfél Eredmény | Hely.      | Ellenfél Eredmény                                                       | Ellenfél Eredmény                                               | Ellenfél Eredmény | Ellenfél Eredmény | Ellenfél Eredmény | Helyezés |
| ---------------------------------------------------------- | ------------ | --- | ---------- | ----------------------------------------------------------------------- | --------------------------------------------------------------- | ----------------- | ----------------- | ----------------- | -------- |
| Nemzetközi 2 · Jana Noszkova (RUS) · Elmurod Holikov (UZB) | Vegyes páros | Szingapúr · Isabelle Siyun Li (SIN) · Zhe Yu Clarence Chew (SIN) · 3-2, 0-3, 1-3 Afrika 1 · Islem Laid (ALG) · Ojo Onaolapo (NGR) · 3-0, 0–3, 3-0 Egyiptom · Dina Meshreef (EGY) · Omar Bedair (EGY) · 2-3, 0-3, 1–3 | 3. qB      | Afrika 2 · Jolie Mafuta Ivoso (CGO) · Wa Warren Li Kam (MRI) · 3-0, 3-0 | Európa 5 · Katsiaryna Baravok (BLR) · Ondrej Bajger (CZE) · 0-2 | kiesett           | kiesett           | kiesett           | 21.      |

## Atlétika
Fiú
| Nyikita Uglov                                                                              | 400 m           | 47.43 | 4 Q | 48.15    | 7. |
| Pavel Parsin                                                                               | 10 km gyaloglás |       |     | 44:18.04 |    |
| Szergej Morgunov                                                                           | Távolugrás      | 7.27  | 7 Q | 7.08     | 7. |
| David Bolarinwa (GBR) · Tomasz Kluczynski (POL) · Marco Lorenzi (ITA) · Nikita Uglov (RUS) | Vegyes váltó    |       |     | 1:52.11  |    |

Lány
| Jekatyerina Renzsina   | 200 m          | 25.00 | 9 qB | 24.70    | 11. |
| Jekatyerina Bljoszkina | 100 m gát      | 13.32 | 1 Q  | 13.34    |     |
| Nagyezsda Leontyeva    | 5 km gyaloglás |       |      | 22:35.05 |     |
| Natalja Tronyeva       | Súlylökés      | 15.06 | 3 Q  | 15.66    |     |
| Viktorija Szadova      | Diszkoszvetés  | 45.37 | 5 Q  | 44.60    | 7.  |
| Marija Kucsina         | Magasugrás     | 1.76  | 1 Q  | 1.89     |     |
| Natalja Demidenko      | Rúdugrás       | 3.90  | 4 Q  | 3.65     | 6.  |

## Birkózás
Fiú
Szabadfogás
| Versenyző            | Versenyszám | Csoportkör                                                                                                   | Hely. | Bronzmérkőzés     | Döntő                               | Helyezés |
| Versenyző            | Versenyszám | Ellenfél Eredmény                                                                                            | Hely. | Ellenfél Eredmény | Ellenfél Eredmény                   | Helyezés |
| -------------------- | ----------- | --- | ----- | ----------------- | ----------------------------------- | -------- |
| Aldar Balzsinyimajev | 46 kg       | Mohamed Abdelnaeem (EGY) · 3-0, 2-1 Artak Hovhannisyan (ARM) · 4-1, 4-1                                      | 1.    |                   | Mehran Sheihki (IRI) · 4-2, 7-0 Tus |          |
| Azamatbi Psnatlov    | 63 kg       | Johnny Pilay (ECU) · 3-0, 8-0 · Irakli Mosidze (GEO) · 7-0, 6-0 Technikai tus · Haris Fazlic (AUS) · 3-0 Tus | 1.    |                   | Bakhodur Kadirov (TJK) · 4-0 Tus    |          |

Kötöttfogás
| Versenyző         | Versenyszám | Csoportkör | Hely. | Bronzmérkőzés                    | Döntő                                 | Helyezés |
| Versenyző         | Versenyszám | Ellenfél Eredmény | Hely. | Ellenfél Eredmény                | Ellenfél Eredmény                     | Helyezés |
| ----------------- | ----------- | --- | ----- | -------------------------------- | ------------------------------------- | -------- |
| Artur Szulejmanov | 58 kg       | Olexandr Lytvynov (UKR) · 7-0, 0-1, 0-1 · Pedro Ramirez Camarillo (MEX) · 4-1, 1-0 · Leonard Gregory (RSA) · 6-0, 5-0 Tus | 2.    | Jason Afrikaner (NAM) · 1-0, 3-0 |                                       |          |
| Ruszlan Adzsigov  | 85 kg       | Varos Petrosyan (ARM) · 6-0, 0-1, 1-0 · Ruslan Kamilov (UZB) · 2-0, 3-1 · Junhyeong Choi (KOR) · 6-0, 6-2                 | 1.    |                                  | Hamdy Abdelwahab (EGY) · 1-0, 2-0 Tus |          |

Lány
Szabadfogás
| Versenyző          | Versenyszám | Csoportkör | Hely. | Bronzmérkőzés                  | Döntő             | Helyezés |
| Versenyző          | Versenyszám | Ellenfél Eredmény | Hely. | Ellenfél Eredmény              | Ellenfél Eredmény | Helyezés |
| ------------------ | ----------- | --- | ----- | ------------------------------ | ----------------- | -------- |
| Szvetlana Lipatova | 60 kg       | Tayla Ford (NZL) · 4-0, 4-0 · Battsetseg Baatarzorig (MGL) · 1-0, 0-1-0, 1-1+ · Christiana Victor (NGR) · 4-1, 4-0 · Aminata Souare (GUI) · 6-0, 3-0 | 2.    | Dzhanan Ahmed (BUL) · 1-0, 4-0 |                   |          |

## Cselgáncs
Fiú
| Versenyző          | Versenyszám | Selejtező         | Negyeddöntő                   | Elődöntő                       | Döntő                         | Helyezés |
| Versenyző          | Versenyszám | Ellenfél Eredmény | Ellenfél Eredmény             | Ellenfél Eredmény              | Ellenfél Eredmény             | Helyezés |
| ------------------ | ----------- | ----------------- | ----------------------------- | ------------------------------ | ----------------------------- | -------- |
| Haszan Halmurzajev | 81 kg       |                   | Arpad Szakacz (SVK) · 100-001 | Tóth Krisztián (HUN) · 001-000 | Jae Hyung Lee (KOR) · 001-002 |          |

Lány
| Versenyző       | Versenyszám | Selejtező                      | Negyeddöntő                | Elődöntő                 | Döntő                            | Helyezés |
| Versenyző       | Versenyszám | Ellenfél Eredmény              | Ellenfél Eredmény          | Ellenfél Eredmény        | Ellenfél Eredmény                | Helyezés |
| --------------- | ----------- | ------------------------------ | -------------------------- | ------------------------ | -------------------------------- | -------- |
| Anna Dmitrijeva | 52 kg       | Jing Fang Tang (SIN) · 110-000 | Yu-Chin Wu (TPE) · 011-001 | Un Ju Ri (PRK) · 100-001 | Katelyn Bouyssou (USA) · 000-021 |          |

Csapat
| Csapattagok | Versenyszám   | Selejtező         | Negyeddöntő       | Elődöntő          | Döntő             | Helyezés |
| Csapattagok | Versenyszám   | Ellenfél Eredmény | Ellenfél Eredmény | Ellenfél Eredmény | Ellenfél Eredmény | Helyezés |
| --- | ------------- | ----------------- | ----------------- | ----------------- | ----------------- | -------- |
| Párizs · Batizi Barbara (HUN) · Patrick Marxer (LIE) · Maja Rasinska (POL) · Farshid Ghasemi Asl (IRI) · Sophina Arrey (CMR) · Khasan Khalmurzaev (RUS) · Sana Khelifi (ALG) · Fernando Vanoye (MEX) | Vegyes csapat | Tokió 3-5         | kiesett           | kiesett           | kiesett           | 9.       |
| Belgrád · Anna Dmitrieva (RUS) · Jeremy Saywell (MLT) · Jennet Geldybayeva (TKM) · Babacar Cisse (SEN) · Haley Baxter (NZL) · Dulguun Otgonbayar (MGL) · Lola Mansour (BEL) · Marius Piepke (GER)    | Vegyes csapat |                   | Oszaka 4-4 (3-1)  | Tokió 5-3         | Essen 1-6         |          |

## Evezés
Lány
| Versenyző                                   | Versenyszám  | Előfutam | Előfutam | Középdöntő/Vigaszág | Középdöntő/Vigaszág | Elődöntő | Elődöntő | Elődöntő | Döntő | Döntő   | Döntő | Helyezés |
| Versenyző                                   | Versenyszám  | Idő      | Hely.    | Idő                 | Hely.               | Típus    | Idő      | Hely.    | Típus | Idő     | Hely. | Helyezés |
| ------------------------------------------- | ------------ | -------- | -------- | ------------------- | ------------------- | -------- | -------- | -------- | ----- | ------- | ----- | -------- |
| Jelizaveta Tyihanova Anasztaszija Tyihanova | Kétpárevezős | 3:43.98  | 3.       |                     |                     | A/B      | 3:51.46  | 5.       | B     | 3:42.13 | 2.    | 8.       |

## Íjászat
Fiú
| Versenyző       | Versenyszám | Selejtező | Selejtező | 32-es főtábla               | Nyolcaddöntő                 | Negyeddöntő                         | Elődöntő                       | Bronzmérkőzés           | Döntő             | Helyezés |
| Versenyző       | Versenyszám | Pont      | Kiemelt   | Ellenfél Eredmény           | Ellenfél Eredmény            | Ellenfél Eredmény                   | Ellenfél Eredmény              | Ellenfél Eredmény       | Ellenfél Eredmény | Helyezés |
| --------------- | ----------- | --------- | --------- | --------------------------- | ---------------------------- | ----------------------------------- | ------------------------------ | ----------------------- | ----------------- | -------- |
| Bolot Cibzsitov | Egyéni      | 638       | 4.        | Maciej Jaworski (POL) · 6-0 | Frantisek Hajduk (CZE) · 6-0 | Md. Emdadul Haque Milon (BAN) · 6-0 | Rick van den Oever (NED) · 4-6 | Gregor Rajh (SLO) · 6-0 |                   |          |

Lány
| Versenyző        | Versenyszám | Selejtező | Selejtező | 32-es főtábla                     | Nyolcaddöntő          | Negyeddöntő                  | Elődöntő                | Bronzmérkőzés              | Döntő             | Helyezés |
| Versenyző        | Versenyszám | Pont      | Kiemelt   | Ellenfél Eredmény                 | Ellenfél Eredmény     | Ellenfél Eredmény            | Ellenfél Eredmény       | Ellenfél Eredmény          | Ellenfél Eredmény | Helyezés |
| ---------------- | ----------- | --------- | --------- | --------------------------------- | --------------------- | ---------------------------- | ----------------------- | -------------------------- | ----------------- | -------- |
| Tatyjana Szegina | Egyéni      | 63        | 3.        | Kristina Zainutdinova (TJK) · 6-0 | Mai Okubo (JPN) · 6-4 | Isabel Viehmeier (GER) · 6-0 | Tan Ya-ting (TPE) · 2-6 | Mariana Avitia (MEX) · 6-2 |                   |          |

Vegyes
| Versenyző        | Versenyszám   | Partner               | Selejtező                                                                | 32-es főtábla                            | Nyolcaddöntő      | Negyeddöntő       | Elődöntő          | Döntő             | Helyezés |
| Versenyző        | Versenyszám   | Partner               | Ellenfél Eredmény                                                        | Ellenfél Eredmény                        | Ellenfél Eredmény | Ellenfél Eredmény | Ellenfél Eredmény | Ellenfél Eredmény | Helyezés |
| ---------------- | ------------- | --------------------- | ------------------------------------------------------------------------ | ---------------------------------------- | ----------------- | ----------------- | ----------------- | ----------------- | -------- |
| Bolot Cibzsitov  | Vegyes csapat | Tanja Sorsa (FIN)     | Laurie Lecointre (FRA) és Axel Müller (SUI) · 6-4                        | Iryna Hul (BLR) és Siyue Luo (CHN) · 5-6 | kiesett           | kiesett           | kiesett           | kiesett           | 9.       |
| Tatyjana Szegina | Vegyes csapat | Maciej Jaworski (POL) | Begunhan Elif Unsal (TUR) és Abdul Davyan Bin Mohamed Jaffar (SIN) · 4-6 | kiesett                                  | kiesett           | kiesett           | kiesett           | kiesett           | 17.      |

## Kajak-kenu
Fiú
| Versenyző        | Versenyszám          | Időfutam | Időfutam | 1. forduló                                | 2. forduló (reményfutam)            | 3. forduló                                    | 4. forduló                           | 5. forduló        | Döntő             | Helyezés |
| Versenyző        | Versenyszám          | Idő      | Hely     | Ellenfél Eredmény                         | Ellenfél Eredmény                   | Ellenfél Eredmény                             | Ellenfél Eredmény                    | Ellenfél Eredmény | Ellenfél Eredmény | Helyezés |
| ---------------- | -------------------- | -------- | -------- | ----------------------------------------- | ----------------------------------- | --------------------------------------------- | ------------------------------------ | ----------------- | ----------------- | -------- |
| Alekszej Volgin  | Kenu szlalom, egyes  | 2:48.65  | 14.      | Wang Xiaodong (CHN) · DNF-1:33.91         |                                     |                                               |                                      |                   |                   | -        |
| Alekszej Volgin  | Kenu sprint, egyes   | DSQ      | DSQ      | Kiesett                                   | Kiesett                             | Kiesett                                       | Kiesett                              | Kiesett           | Kiesett           | -        |
| Igor Kalasnyikov | Kajak szlalom, egyes | 1:47.43  | 15.      | Vasyl Zelnychenko (UKR) · 1:47.38-1:38.25 | Dikongue Dipoko (CMR) · DSQ-1:51.10 | Kiesett                                       | Kiesett                              | Kiesett           | Kiesett           | -        |
| Igor Kalasnyikov | Kajak sprint, egyes  | 1:33.74  | 10.      | Guillaume Bernis (FRA) · 1:33.15-1:35.31  |                                     | Brandon Wei Cheng Ooi (SIN) · 1:32.06-1:33.54 | Inigo Garcia (ESP) · 1:32.87-1:32.42 | Kiesett           | Kiesett           | 5.       |

Lány
| Versenyző           | Versenyszám          | Időfutam | Időfutam | 1. forduló                                                | 2. forduló (reményfutam) | 3. forduló                            | 4. forduló                              | 5. forduló        | Döntő             | Helyezés |
| Versenyző           | Versenyszám          | Idő      | Hely     | Ellenfél Eredmény                                         | Ellenfél Eredmény        | Ellenfél Eredmény                     | Ellenfél Eredmény                       | Ellenfél Eredmény | Ellenfél Eredmény | Helyezés |
| ------------------- | -------------------- | -------- | -------- | --------------------------------------------------------- | ------------------------ | ------------------------------------- | --------------------------------------- | ----------------- | ----------------- | -------- |
| Natalja Podolszkaja | Kajak szlalom, egyes | 1:57.33  | 13.      | Ida Villumsen (DEN) · 1:52.23-2:00.81                     |                          | Manon Hostens (FRA) · 1:56.18-1:45.35 | Kiesett                                 | Kiesett           | Kiesett           | -        |
| Natalja Podolszkaja | Kajak sprint, egyes  | 1:41.65  | 2        | Genanilze Almeida Soares de Ceita (STP) · 1:41.22-2:19.89 |                          | Ajda Novak (SLO) · 1:41.85-1:54.22    | Maria Elena Monleon (ESP) · DNF-1:46.35 | Kiesett           | Kiesett           | 8.       |

## Kézilabda
Lány
| Csapattagok | Versenyszám    | Csoportkör                                  | Csoportkör | Elődöntő                 | Döntő               | Helyezés |
| Csapattagok | Versenyszám    | A Csoport                                   | Helyezés   | Elődöntő                 | Döntő               | Helyezés |
| --- | -------------- | ------------------------------------------- | ---------- | ------------------------ | ------------------- | -------- |
| Darja Vahterova Irina Zagajnova Tamara Csopikjan Nagyezsda Koroljeva Okszana Korobkova Nagyezsda Pasztuh Anna Sukalova Kszenyija Milova Veronika Garanyina Natalja Anyiszimova Okszana Kondrasina Nataljaa Dansina Viktorija Divak Jekatyerina Csernobrovina | Lány kézilabda | Brazília (BRA) · 35-20 Angola (ANG) · 41-22 | 1. Q       | Kazahsztán (KAZ) · 41-19 | Dánia (DEN) · 26-28 |          |

## Kosárlabda
Lány
| Csapattagok                                                                    | Versenyszám     | Csoportkör                                                                                      | Csoportkör | Helyosztók           | Helyosztók                  | Helyosztók                     | Helyezés |
| Csapattagok                                                                    | Versenyszám     | A Csoport                                                                                       | Helyezés   | 9.–16. helyért       | 9.–12. helyért              | 11.-12. helyért                | Helyezés |
| ------------------------------------------------------------------------------ | --------------- | ----------------------------------------------------------------------------------------------- | ---------- | -------------------- | --------------------------- | ------------------------------ | -------- |
| Kszenija Kozocskina Jelena Antonyenko Anasztaszija Mamedova Jevgenyija Bujkina | Lány kosárlabda | Elefántcsontpart (CIV) · 16-6 Dél-Korea (KOR) · 18-27 Vanuatu (VAN) · 33-5 Kanada (CAN) · 15-18 | 3.         | Angola (ANG) · 28-14 | Franciaország (FRA) · 12-22 | Fehéroroszország (BLR) · 21-14 | 11       |

## Ökölvívás
Fiú
| Versenyző          | Versenyszám | Selejtező                       | Elődöntő          | 5. helyért                                      | Döntő             | Helyezés |
| Versenyző          | Versenyszám | Ellenfél Eredmény               | Ellenfél Eredmény | Ellenfél Eredmény                               | Ellenfél Eredmény | Helyezés |
| ------------------ | ----------- | ------------------------------- | ----------------- | ----------------------------------------------- | ----------------- | -------- |
| Vaszilij Vetkin    | 51 kg       | Emmanuel Rodriguez (PUR) · 4-11 |                   | Shaban Shahpalangov (AZE) · Technikai K.O. 2:48 |                   | 5.       |
| Anzor Elpijev      | 81 kg       | Irosvani Duverger (CUB) · 1-7   |                   | Bijan Aksin (IRI) · Technikai K.O. 2:40         |                   | 5.       |
| Alekszander Ivanov | 91 kg       | Umit Can Patrir (TUR) · 1-4     |                   | Joshua Temple (USA) · Technikai K.O. 2:48       |                   | 5.       |

## Öttusa
Fiú
| Versenyző    | Vívás    | Vívás | Vívás | Úszás   | Úszás | Úszás | Lövészet és futás | Lövészet és futás | Lövészet és futás | Összesen    | Összesen |
| Versenyző    | Eredmény | Pont  | Hely. | Idő     | Pont  | Hely. | Idő               | Pont              | Hely.             | Összes pont | Helyezés |
| ------------ | -------- | ----- | ----- | ------- | ----- | ----- | ----------------- | ----------------- | ----------------- | ----------- | -------- |
| Ilja Sugarov | 17–6     | 1040  | 1.    | 2:06.40 | 1284  | 4.    | 11:29.42          | 2244              | 10.               | 4568        |          |

Lány
| Versenyző           | Vívás    | Vívás | Vívás | Úszás   | Úszás | Úszás | Lövészet és futás | Lövészet és futás | Lövészet és futás | Összesen    | Összesen |
| Versenyző           | Eredmény | Pont  | Hely. | Idő     | Pont  | Hely. | Idő               | Pont              | Hely.             | Összes pont | Helyezés |
| ------------------- | -------- | ----- | ----- | ------- | ----- | ----- | ----------------- | ----------------- | ----------------- | ----------- | -------- |
| Gulnaz Gubajdullina | 8–15     | 680   | 19.   | 2:12.87 | 1208  | 2.    | 12:53.28          | 1908              | 9.                | 3796        | 9.       |

Vegyes
| Versenyző                                              | Vívás    | Vívás | Vívás | Úszás   | Úszás | Úszás | Lövészet és futás | Lövészet és futás | Lövészet és futás | Összesen    | Összesen |
| Versenyző                                              | Eredmény | Pont  | Hely. | Idő     | Pont  | Hely. | Idő               | Pont              | Hely.             | Összes pont | Helyezés |
| ------------------------------------------------------ | -------- | ----- | ----- | ------- | ----- | ----- | ----------------- | ----------------- | ----------------- | ----------- | -------- |
| Anastasiya Spas (UKR) · Ilja Sugarov (RUS)             | 63–29    | 990   | 1.    | 2:02.25 | 1336  | 4.    | 15:42.32          | 2312              | 9.                | 4638        |          |
| Gulnaz Gubajdullina (RUS) · Lukas Kontrimavicius (LTU) | 35–57    | 710   | 22.   | 1:59.05 | 1372  | 2.    | 14:59.91          | 2484              | 1.                | 4566        |          |

## Röplabda
Fiú
| Csapattagok | Versenyszám                                                                                       | Csoportkör   | Csoportkör | Elődöntő                                | Bronzmérkőzés                         | Döntő | Helyezés |
| Csapattagok | Versenyszám                                                                                       | A Csoport    | Helyezés   | Elődöntő                                | Bronzmérkőzés                         | Döntő | Helyezés |
| --- | ------------------------------------------------------------------------------------------------- | ------------ | ---------- | --------------------------------------- | ------------------------------------- | ----- | -------- |
| Vlagyimir Manerov Bogdan Glivenko Ivan Komarov Dmitrij Szologyilin Valenytin Galubev Alekszandr Scsurin Filipp Mokijevszkij Alekszej Tertisnyikov Konsztantyin Oszipov Ilja Nyikitin Vagyim Zolotuhin Makszim Kulikov | Szerbia (SRB) · 25-17, 25-20, 25-12 · Kongói Demokratikus Köztársaság (COD) · 25-22, 25-15, 25-13 | Fiú röplabda | 1. Q       | Argentína (ARG) · 10-25, 16-25, 19-25 · | Szerbia (SRB) · 25-17, 25-17, 25-15 · |       |          |

## Sportlövészet
Fiú
| Versenyző       | Versenyszám         | Selejtező | Selejtező | Döntő   | Döntő    | Döntő    |
| Versenyző       | Versenyszám         | Pont      | Helyezés  | Pont    | Összesen | Helyezés |
| --------------- | ------------------- | --------- | --------- | ------- | -------- | -------- |
| Nyikolaj Kilin  | 10 m-es légpisztoly | 572       | 4. Q      | 96.8    | 668.8    | 8.       |
| Jegor Makszimov | 10 m-es légpuska    | 574       | 19.       | kiesett | kiesett  | kiesett  |

Lány
| Versenyző              | Versenyszám         | Selejtező | Selejtező | Döntő | Döntő    | Döntő    |
| Versenyző              | Versenyszám         | Pont      | Helyezés  | Pont  | Összesen | Helyezés |
| ---------------------- | ------------------- | --------- | --------- | ----- | -------- | -------- |
| Jekatyerina Barszukova | 10 m-es légpisztoly | 376       | 3. Q      | 92.5  | 468.5    | 5.       |

## Súlyemelés
Fiú
| Versenyző       | Versenyszám | Szakítás | Lökés | Összesen | Helyezés |
| --------------- | ----------- | -------- | ----- | -------- | -------- |
| Artyem Okulov   | 77 kg       | 145      | 182   | 327      |          |
| Alekszej Koszov | 85 kg       | 154      | 180   | 334      |          |

Lány
| Versenyző       | Versenyszám | Szakítás | Lökés | Összesen | Helyezés |
| --------------- | ----------- | -------- | ----- | -------- | -------- |
| Gyiana Ahmetova | 63 kg       | 94       | 110   | 204      |          |
| Olga Zubova     | +63 kg      | 112      | 139   | 251      |          |

## Taekwondo
Fiú
| Versenyző           | Versenyszám | Nyolcaddöntő      | Negyeddöntő                  | Elődöntő                   | Döntő                   | Helyezés |
| Versenyző           | Versenyszám | Ellenfél Eredmény | Ellenfél Eredmény            | Ellenfél Eredmény          | Ellenfél Eredmény       | Helyezés |
| ------------------- | ----------- | ----------------- | ---------------------------- | -------------------------- | ----------------------- | -------- |
| Konsztantyin Minyin | 63 kg       | BYE               | Alejandro Valdes (MEX) · 6-8 | kiesett                    | kiesett                 | 5.       |
| Aliaszhab Szirazsov | 73 kg       | BYE               | Vilson Lajcaj (MNE) · 10-1   | Michel Samaha (LIB) · 10-4 | Jin Hak Kim (KOR) · 4-6 |          |

Lány
| Versenyző             | Versenyszám | Nyolcaddöntő                           | Negyeddöntő                  | Elődöntő                 | Döntő                         | Helyezés |
| Versenyző             | Versenyszám | Ellenfél Eredmény                      | Ellenfél Eredmény            | Ellenfél Eredmény        | Ellenfél Eredmény             | Helyezés |
| --------------------- | ----------- | -------------------------------------- | ---------------------------- | ------------------------ | ----------------------------- | -------- |
| Anasztaszija Valujeva | 44 kg       | BYE                                    | Lineo Machobane (LES) · DSQ  | Seyma Tuncer (TUR) · 8-4 | Iryna Romoldanova (UKR) · 7-1 |          |
| Olga Ivanova          | +63 kg      | Hulita Matekuolava (TGA) · RSC R1 0:07 | Briseida Acosta (MEX) · 7-12 | kiesett                  | kiesett                       | 5.       |

## Tenisz
Fiú
| Versenyző       | Versenyszám | 32-es főtábla                | Nyolcaddöntő                           | Negyeddöntő                       | Elődöntő                                   | Bronzmérkőzés                  | Döntő             | Helyezés |
| Versenyző       | Versenyszám | Ellenfél Eredmény            | Ellenfél Eredmény                      | Ellenfél Eredmény                 | Ellenfél Eredmény                          | Ellenfél Eredmény              | Ellenfél Eredmény | Helyezés |
| --------------- | ----------- | ---------------------------- | -------------------------------------- | --------------------------------- | ------------------------------------------ | ------------------------------ | ----------------- | -------- |
| Viktor Baluda   | Egyes       | Wang Chuhan (CHN) · 7-5, 6-2 | Ricardo Rodrigue (VEN) · 6-2, 4-6, 6-3 | Tiago Fernandes (BRA) · 6-2, 7-6, | Juan Sebastián Gómez (COL) · 1-6, 6-3, 5-7 | Damir Džumhur (BIH) · 5-7, 1-6 |                   | 4.       |
| Mihail Birjukov | Egyes       | Mate Pavić (CRO) · 6-3, 6-3  | Damir Džumhur (BIH) · 4-6, 1-6         | kiesett                           | kiesett                                    | kiesett                        | kiesett           |          |

| Versenyző                                   | Versenyszám | Nyolcaddöntő                                       | Negyeddöntő                                          | Elődöntő                                              | Bronzmérkőzés     | Döntő                                               | Helyezés |
| Versenyző                                   | Versenyszám | Ellenfél Eredmény                                  | Ellenfél Eredmény                                    | Ellenfél Eredmény                                     | Ellenfél Eredmény | Ellenfél Eredmény                                   | Helyezés |
| ------------------------------------------- | ----------- | -------------------------------------------------- | ---------------------------------------------------- | ----------------------------------------------------- | ----------------- | --------------------------------------------------- | -------- |
| Viktor Baluda (RUS) · Mihail Birjukov (RUS) | Páros       | Darian King (BAR) · Pavel Krainik (CAN) · 6-4, 6-3 | Fucsovics Márton (HUN) · Zsiga Máté (HUN) · 6-2, 6-4 | Filip Horanský (SVK) · Jozef Kovalik (SVK) · 6-4, 7-5 |                   | Oliver Golding (GBR) · Jiří Veselý (CZE) · 3-6, 1-6 |          |

Lány
| Versenyző         | Versenyszám | 32-es főtábla                  | Nyolcaddöntő                       | Negyeddöntő                    | Elődöntő                            | Bronzmérkőzés     | Döntő                                 | Helyezés |
| Versenyző         | Versenyszám | Ellenfél Eredmény              | Ellenfél Eredmény                  | Ellenfél Eredmény              | Ellenfél Eredmény                   | Ellenfél Eredmény | Ellenfél Eredmény                     | Helyezés |
| ----------------- | ----------- | ------------------------------ | ---------------------------------- | ------------------------------ | ----------------------------------- | ----------------- | ------------------------------------- | -------- |
| Darja Gavrilova   | Egyes       | Stefanie Tan (SIN) · 6-2, 6-3  | Elina Szvitolina (UKR) · 6-2, 6-3  | Tang Hao Chen (CHN) · 6-0, 6-2 | Jana Čepelová (SVK) · 5-7, 7-5, 6-3 |                   | Cseng Szaj-szaj (CHN) · 2-6, 6-2, 6-0 |          |
| Julija Putyinceva | Egyes       | Emi Mutaguchi (JPN) · 6-3, 6-4 | An-Sophie Mestach (BEL) · 6-4, 6-0 | Babos Tímea (HUN) · 1-6, 3-6   | kiesett                             | kiesett           | kiesett                               |          |

| Versenyző                                       | Versenyszám | Nyolcaddöntő                                      | Negyeddöntő                                               | Elődöntő                                                | Bronzmérkőzés                                          | Döntő             | Helyezés |
| Versenyző                                       | Versenyszám | Ellenfél Eredmény                                 | Ellenfél Eredmény                                         | Ellenfél Eredmény                                       | Ellenfél Eredmény                                      | Ellenfél Eredmény | Helyezés |
| ----------------------------------------------- | ----------- | ------------------------------------------------- | --------------------------------------------------------- | ------------------------------------------------------- | ------------------------------------------------------ | ----------------- | -------- |
| Darja Gavrilova (RUS) · Julija Putyinceva (RUS) | Páros       | Mónica Puig (PUR) · Stefanie Tan (SIN) · 6-4, 7-5 | Sofiya Kovalets (UKR) · Elina Szvitolina (UKR) · 6-4, 6-4 | Jana Čepelová (SVK) · Chantal Škamlová (SVK) · 4-6, 6-7 | Babos Tímea (HUN) · An-Sophie Mestach (BEL) · 2-6, 2-6 |                   | 4.       |

## Torna

### Szertorna
Fiú
Összetett egyéni és szerenkénti versenyszámok
| Sportolók         | Versenyszám | Szer   | Szer     | Szer   | Szer   | Szer   | Szer   | Selejtező | Selejtező | Döntő    | Döntő    |
| Sportolók         | Versenyszám | Talaj  | Lólengés | Gyűrű  | Ugrás  | Korlát | Nyújtó | Összesen  | Helyezés  | Összesen | Helyezés |
| ----------------- | ----------- | ------ | -------- | ------ | ------ | ------ | ------ | --------- | --------- | -------- | -------- |
| Danyiil Kazacskov | Összetett   | 14.050 | 13.700   | 13.550 | 15.550 | 13.150 | 14.000 | 84.000    | 6.        | kiesett  | kiesett  |
| Danyiil Kazacskov | Talaj       | 13.800 |          |        |        |        |        | 13.800    | 13.       | kiesett  | kiesett  |
| Danyiil Kazacskov | Lólengés    |        | 13.950   |        |        |        |        | 13.950    | 3. Q      | 13.550   |          |
| Danyiil Kazacskov | Gyűrű       |        |          | 14.100 |        |        |        | 14.100    | 4. Q      | 13.825   | 6.       |
| Danyiil Kazacskov | Ugrás       |        |          |        | 15.800 |        |        | 15.800    | 3. Q      | 14.962   | 6.       |
| Danyiil Kazacskov | Korlát      |        |          |        |        | 13.900 |        | 13.900    | 7. Q      | 12.900   | 8.       |
| Danyiil Kazacskov | Nyújtó      |        |          |        |        |        | 13.850 | 13.850    | 5. Q      | 14.025   | 5.       |

Lány
Összetett egyéni és szerenkénti versenyszámok
| Versenyző        | Versenyszám    | Szer   | Szer           | Szer    | Szer   | Selejtező | Selejtező | Döntő    | Döntő    |
| Versenyző        | Versenyszám    | Ugrás  | Felemás korlát | Gerenda | Talaj  | Összesen  | Helyezés  | Összesen | Helyezés |
| ---------------- | -------------- | ------ | -------------- | ------- | ------ | --------- | --------- | -------- | -------- |
| Viktorija Komova | Összetett      | 15.650 | 15.450         | 15.250  | 14.900 |           |           | 61.250   |          |
| Viktorija Komova | Ugrás          | 15.700 |                |         |        | 15.700    | 1. Q      | 15.312   |          |
| Viktorija Komova | Felemás korlát |        | 15.600         |         |        | 15.600    | 1. Q      | 14.525   |          |
| Viktorija Komova | Gerenda        |        |                | 15.150  |        | 15.150    | 2. Q      | 12.000   | 7.       |
| Viktorija Komova | Talaj          |        |                |         | 14.550 | 14.550    | 1. Q      | 14.175   |          |

### Ritmikus gimnasztika
Egyéni
| Versenyző             | Selejtező | Selejtező | Selejtező | Selejtező | Selejtező | Selejtező | Döntő  | Döntő  | Döntő  | Döntő    | Döntő    | Döntő    |
| Versenyző             | Kötél     | Karika    | Labda     | Buzogány  | Összesen  | Hely.     | Kötél  | Karika | Labda  | Buzogány | Összesen | Helyezés |
| --------------------- | --------- | --------- | --------- | --------- | --------- | --------- | ------ | ------ | ------ | -------- | -------- | -------- |
| Alekszandra Merkulova | 25.550    | 26.300    | 26.200    | 25.375    | 103.425   | 1. Q      | 25.950 | 26.250 | 25.800 | 25.550   | 103.500  |          |

Csapat
| Versenyző                                                            | Selejtező | Selejtező | Selejtező | Selejtező | Döntő   | Döntő    | Döntő    | Döntő    |
| Versenyző                                                            | Karikák   | Szalagok  | Összesen  | Hely.     | Karikák | Szalagok | Összesen | Helyezés |
| -------------------------------------------------------------------- | --------- | --------- | --------- | --------- | ------- | -------- | -------- | -------- |
| Kszenyija Dudkina Olga Ilina Alina Makarenko Karolina Szevasztyanova | 26.450    | 25.800    | 52.250    | 1. Q      | 26.275  | 26.075   | 52.350   |          |

## Úszás
Fiú
| Versenyző                                                 | Versenyszám                  | Előfutam | Előfutam | Elődöntő | Elődöntő | Döntő          | Döntő          |
| Versenyző                                                 | Versenyszám                  | Idő      | Hely.    | Idő      | Hely.    | Idő            | Helyezés       |
| --------------------------------------------------------- | ---------------------------- | -------- | -------- | -------- | -------- | -------------- | -------------- |
| Andrej Usakov                                             | 100 m-es gyorsúszás          | 51.92    | 16. Q    | 51.49    | 10.      | kiesett        | kiesett        |
| Andrej Usakov                                             | 200 m-es gyorsúszás          | 1:50.34  | 1. Q     |          |          | 1:49.81        |                |
| Anton Labanov                                             | 50 m-es mellúszás            | 28.93    | 3. Q     | 28.87    | 2. Q     | 28.76          | 4.             |
| Anton Labanov                                             | 100 m-es mellúszás           | 1:03.29  | 4. Q     | 1:02.60  | 3. Q     | 1:01.44        |                |
| Anton Labanov                                             | 200 m-es mellúszás           | 2:17.60  | 3. Q     |          |          | 2:13.65        |                |
| Alekszej Acapkin                                          | 200 m-es mellúszás           | 2:18.06  | 5. Q     |          |          | nem vett részt | nem vett részt |
| Alekszej Acapkin                                          | 200 m-es vegyesúszás         | 2:03.69  | 4. Q     |          |          | 2:03.66        | 5.             |
| Ilja Lemajev                                              | 100 m-es pillangóúszás       | 55.77    | 18.      | kiesett  | kiesett  | kiesett        | kiesett        |
| Ilja Lemajev                                              | 200 m-es pillangóúszás       | 2:04.16  | 11.      |          |          | kiesett        | kiesett        |
| Andrej Usakov Alekszej Acapkin Ilja Lemajev Anton Lobanov | 4×100 m-es gyorsúszás váltó  | 3:27.21  | 6. Q     |          |          | 3:23.91        |                |
| Andrej Usakov Alekszey Acapkin Ilja Lemajev Anton Lobanov | 4×100 m-es vegyesúszás váltó | 3.46:48  | 3. Q     |          |          | 3:44.65        | 5.             |

Lány
| Versenyző                                                                    | Versenyszám                  | Előfutam | Előfutam | Elődöntő | Elődöntő | Döntő   | Döntő    |
| Versenyző                                                                    | Versenyszám                  | Idő      | Hely.    | Idő      | Hely.    | Idő     | Helyezés |
| ---------------------------------------------------------------------------- | ---------------------------- | -------- | -------- | -------- | -------- | ------- | -------- |
| Jekatyerina Andrejeva                                                        | 200 m-es gyorsúszás          | 2:06.37  | 20.      |          |          | kiesett | kiesett  |
| Jekatyerina Andrejeva                                                        | 200 m-es vegyesúszás         | 2:17.10  | 4. Q     |          |          | 2:17.37 | 4.       |
| Alekszandra Papusa                                                           | 50 m-es hátúszás             | 29.64    | 1. Q     | 29.55    | 3. Q     | 29.51   |          |
| Alekszandra Papusa                                                           | 100 m-es hátúszás            | 1:02.33  | 3. Q     | 1:02.62  | 3. Q     | 1:02.15 |          |
| Alekszandra Papusa                                                           | 200 m-es hátúszás            | 2:17.36  | 10.      |          |          | kiesett | kiesett  |
| Olga Detenyuk                                                                | 100 m-es mellúszás           | 1:12.68  | 9. Q     | 1:12.68  | 13.      | kiesett | kiesett  |
| Olga Detenyuk                                                                | 200 m-es mellúszás           | 2:33.30  | 6. Q     |          |          | 2:34.15 | 6.       |
| Krisztyina Kocsetkova                                                        | 100 m-es pillangóúszás       | 1:01.08  | 4. Q     | 1:00.99  | 5. Q     | 1:01.04 | 6.       |
| Krisztyina Kocsetkova                                                        | 200 m-es vegyesúszás         | 2:15.73  | 1.       |          |          | 2:15.13 |          |
| Alekszandra Papusa Krisztyina Kocsetkova Jekatyerina Andrejeva Olga Detenyuk | 4×100 m-es gyorsúszás váltó  | DSQ      | DSQ      |          |          | kiesett | kiesett  |
| Alekszandra Papusa Krisztyina Kocsetkova Jekaterina Andrejeva Olga Detenyuk  | 4×100 m-es vegyesúszás váltó | 4:13.43  | 3. Q     |          |          | 4:11.07 |          |

Vegyes
| Versenyző | Versenyszám              | Előfutam | Előfutam | Elődöntő | Elődöntő | Döntő   | Döntő    |
| Versenyző | Versenyszám              | Idő      | Hely.    | Idő      | Hely.    | Idő     | Helyezés |
| --- | ------------------------ | -------- | -------- | -------- | -------- | ------- | -------- |
| Andrej Usakov Krisztyina Kocsetkova Alekszej Acapkin Jekatyerina Andrejeva                                                  | 4×100 m gyorsúszás váltó | 3:39.69  | 7. Q     |          |          | 3:42.63 | 8.       |
| Ilja Lemajev* Alekszey Acapkin* Jekatyerina Andrejeva* Alekszandra Papusa Anton Lobanov Krisztyina Kocsetkova Andrej Usakov | 4×100m vegyesúszás váltó | 4:00.67  | 3. Q     |          |          | 3:55.29 |          |

- *csak az előfutamon versenyzett

## Vitorlázás
Fiú
| Versenyző      | Versenyszám                  | Futam | Futam | Futam | Futam | Futam | Futam | Futam | Futam | Futam | Futam | Futam | Pontszám | Helyezés |
| Versenyző      | Versenyszám                  | 1     | 2     | 3     | 4     | 5     | 6     | 7     | 8     | 9     | 10    | M*    | Pontszám | Helyezés |
| -------------- | ---------------------------- | ----- | ----- | ----- | ----- | ----- | ----- | ----- | ----- | ----- | ----- | ----- | -------- | -------- |
| Artyem Murasev | Szörfvitorlázás (Techno 293) | 6     | 6     | 5     | 2     | 12    | 5     | 6     | 5     | DSQ   | 1     | 2     | 50       | 5.       |

## Vívás
Csoportmérkőzések
| Versenyző                 | Versenyszám            | 1. mérkőzés                  | 2. mérkőzés                     | 3. mérkőzés                         | 4. mérkőzés                         | 5. mérkőzés                       | 6. mérkőzés                 | Helyezés |
| Versenyző                 | Versenyszám            | Ellenfél Eredmény            | Ellenfél Eredmény               | Ellenfél Eredmény                   | Ellenfél Eredmény                   | Ellenfél Eredmény                 | Ellenfél Eredmény           | Helyezés |
| ------------------------- | ---------------------- | ---------------------------- | ------------------------------- | ----------------------------------- | ----------------------------------- | --------------------------------- | --------------------------- | -------- |
| Kirill Licsagin           | Fiú tőr, egyéni        | Györgyi Antal (HUN) · 5-4    | Alexander Tofalides (GBR) · 5-4 | Kwang Hun Lee (KOR) · 1-5           | Mostafa Mahmoud (EGY) · 5-3         | Edoardo Luperi (ITA) · 2-5        |                             | 5        |
| Artur Okunev              | Fiú kard, egyéni       | Szatmári András (HUN) · 5-4  | Will Spear (USA) · 2-5          | Miguel Breault-Mallette (CAN) · 5-3 | Leonardo Affede (ITA) · 3-5         | Jong Hun Song (KOR) · 5-3         |                             | 7        |
| Julija Bahareva           | Lány párbajtőr, egyéni | Wanda Matshaya (RSA) · 5-1   | Amalia Tataran (ROU) · 5-4      | Hye Won Lee (KOR) · 5-4             | Amy Radford (GBR) · 5-4             | Clara Isabel Di Tella (ARG) · 5-3 |                             | 2        |
| Viktorija Alekszejeva     | Lány tőr, egyéni       | Rita Abou Jaoude (LIB) · 5-0 | Alanna Goldie (CAN) · 3-5       | Mona Shaito (USA) · 3-5             | Menatalla Daw (EGY) · 5-0           | Mame Ndao (SEN) · 5-2             | Camilla Mancini (ITA) · 5-0 | 3        |
| Jana Karapetovna Jegorjan | Lány kard, egyéni      | Ji Yeon Seo (KOR) · 3-5      | Vittoria Ciardullo (ITA) · 3-5  | Kenza Boudad (FRA) · 5-3            | Mennatalla Yasser Ahmed (EGY) · 5-0 | Maria Carreno (VEN) · 5-3         |                             | 6        |

Egyenes kieséses szakasz
| Versenyző | Versenyszám            | Nyolcaddöntő                      | Negyeddöntő                     | Elődöntő                      | Döntő                        | Helyezés |
| Versenyző | Versenyszám            | Ellenfél Eredmény                 | Ellenfél Eredmény               | Ellenfél Eredmény             | Ellenfél Eredmény            | Helyezés |
| --- | ---------------------- | --------------------------------- | ------------------------------- | ----------------------------- | ---------------------------- | -------- |
| Kirill Licsagin | Fiú tőr, egyéni        | Xian Sin Justin Ong (SIN) · 15-10 | Kwang Hyun Lee (KOR) · 10-15    | kiesett                       | kiesett                      | 5.       |
| Artur Okunev | Fiú kard, egyéni       | Jackson Wang (HKG) · 15-14        | Mikhail Akula (BLR) · 12-15     | kiesett                       | kiesett                      | 7.       |
| Julija Bahareva | Lány párbajtőr, egyéni |                                   | Alberta Santuccio (ITA) · 7-13  | kiesett                       | kiesett                      | 5.       |
| Viktorija Alekszejeva | Lány tőr, egyéni       |                                   | Ye Ying Liane Wong (SIN) · 15-5 | Lupkovics Dóra (HUN) · 15-11  | Camilla Mancini (ITA) · 9-15 |          |
| Jana Karapetovna Jegorjan | Lány kard, egyéni      | Maria Carreno (VEN) · 15-7        | Ji Yeon Seo (KOR) · 15-11       | Alina Komaschuk (UKR) · 15-14 | Celina Merza (USA) · 15-8    |          |
| Európa 1 Jana Karapetovna Jegorjan (RUS) · Marco Fichera (ITA) · Camilla Mancini (ITA) · Leonardo Affede (ITA) · Alberta Santuccio (ITA) · Edoardo Luperi (ITA) | Vegyes csapat          |                                   | Amerika 2 30-17                 | Amerika 1 30-25               | Európa 2 30-24               |          |
| Európa 2 Anja Musch (GER) · Nikolaus Bodoczi (GER) · Viktorija Alekszejeva (RUS) · Richard Hubers (GER) · Martyna Swatowska (POL) · Tevfik Burak Babaoglu (TUR) | Vegyes csapat          |                                   | Ázsia-Óceánia 2 30-24           | Ázsia-Óceánia 1 30-27         | Európa 1 24-30               |          |
| Európa 3 Alina Komascsuk (UKR) · Tomasz Kruk (POL) · Lupkovics Dóra (HUN) · Mikhail Akula (BLR) · Julija Bahareva (RUS) · Kirill Licsagin (RUS)                 | Vegyes csapat          |                                   | Amerika 1 28-30                 | 5.-8. helyért Amerika 2 30-23 | 5.-6. helyért Európa 4 29-30 | 6.       |

## Fordítás
Ez a szócikk részben vagy egészben  a   Russia at the 2010 Summer Youth Olympics című angol Wikipédia-szócikk fordításán alapul.  Az eredeti cikk szerkesztőit annak laptörténete sorolja fel. Ez a jelzés csupán a megfogalmazás eredetét és a szerzői jogokat jelzi, nem szolgál a cikkben szereplő információk forrásmegjelöléseként.